# Африн (река)
Африн (араб. عفرين‎, курд. Efrîn, лат. Ufrenus) — река в Сирии и Турции. Длина реки составляет 131 километр, площадь бассейна — 3920 км².
Река берёт начало в горах на юге Турции на высоте 678 метров над уровне моря, течёт в юго-западном направлении по территории регионов Газиантеп, Килис, затем заходит на территорию района Африн сирийской мухафазы Халеб. Впадает в турецкой провинции Хатай в Оронт. В низовьях, от города Рейханлы до устья, река канализирована.
Основные притоки — Сарафти, Сабун, Деличай (правые), Кынаджик, Досталлы (левые).
Крупные города в долине реки — Рейханлы и Африн.